# Огема (Міннесота)
Огема (англ. Ogema) — місто (англ. city) в США, в окрузі Бекер штату Міннесота. Населення — 208 осіб (2020).

## Географія
Огема розташована за координатами 47°6′7″ пн. ш. 95°54′55″ зх. д. / 47.10194° пн. ш. 95.91528° зх. д. (47.101917, -95.915380).  За даними Бюро перепису населення США в 2010 році місто мало площу 3,33 км², з яких 3,18 км² — суходіл та 0,14 км² — водойми.

## Демографія
Згідно з переписом 2010 року, у місті мешкали 184 особи в 73 домогосподарствах у складі 49 родин. Густота населення становила 55 осіб/км².  Було 84 помешкання (25/км²).
Расовий склад населення:
| - 46,2 % — корінних американців - 38,6 % — білих |

До двох чи більше рас належало 15,2 %. Частка іспаномовних становила 3,3 % від усіх жителів.
За віковим діапазоном населення розподілялося таким чином: 37,5 % — особи молодші 18 років, 51,1 % — особи у віці 18—64 років, 11,4 % — особи у віці 65 років та старші. Медіана віку мешканця становила 27,5 року. На 100 осіб жіночої статі у місті припадало 97,8 чоловіків;  на 100 жінок у віці від 18 років та старших — 88,5 чоловіків також старших 18 років.
Середній дохід на одне домашнє господарство  становив 54 788 доларів США (медіана — 35 000), а середній дохід на одну сім'ю — 60 733 долари (медіана — 34 583). За межею бідності перебувало 30,8 % осіб, у тому числі 45,7 % дітей у віці до 18 років та 21,4 % осіб у віці 65 років та старших.
Цивільне працевлаштоване населення становило 71 осіб. Основні галузі зайнятості: освіта, охорона здоров'я та соціальна допомога — 22,5 %, мистецтво, розваги та відпочинок — 18,3 %, фінанси, страхування та нерухомість — 12,7 %, публічна адміністрація — 11,3 %.